# Jindřich Kočí
Jindřich Kočí (* 3. července 1956) je český scénograf, filmový architekt a vysokoškolský pedagog. Podílel se na produkci českých i zahraničních filmů jako např. Dva lidi v ZOO (1989), Slunce, seno a erotika (1991), Arabela se vrací (1993), Bumerang (1996), Liga výjimečných (2003), Vetřelec vs. Predátor (2004), Oliver Twist (2005), Rudý baron (2008), Stíhači Red Tails (2012) nebo Borg /McEnroe (2017).

## Životopis

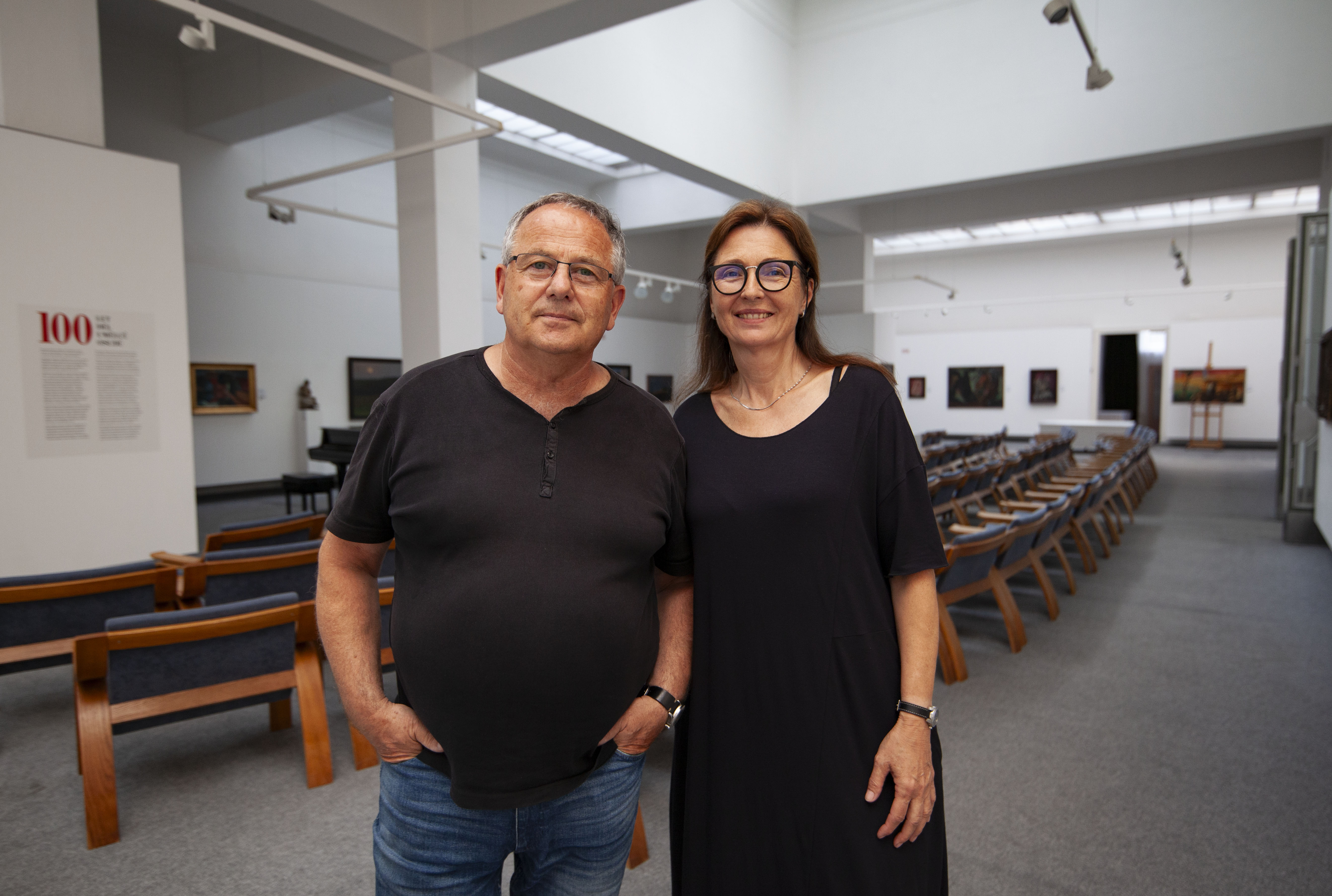
Jindřich Kočí a Milena Koubková (2023)

Narodil se v roce 1956. V roce 1975 vystudoval Střední průmyslovou školu stavební v Praze, obor pozemní stavby. V roce 1981 absolvoval Vysokou školu uměleckoprůmyslovou v Praze, kde studoval v atelieru architektury. O rok později začal pracovat ve Filmovém studiu Barrandov na pozici asistenta architekta, později jako architekt-scénograf. Od roku 1989 se živí jako filmový architekt-scénograf. Od roku 2012 spolupracuje s FAMU, pedagogicky působí na katedře scénografie DAMU.

## Práce

### Scénografie (výběr)
- 1989 – Dva lidi v zoo
- 1991 – Slunce, seno, erotika
- 1993 – Arabela se vrací aneb Rumburak králem Říše pohádek
- 1994 – Ohnivé jaro
- 1996 – Bumerang
- 2005 – Oliver Twist (režie: Roman Polanski)
- 2017 – Borg/McEnroe (režie: Janus Metz)
- 2013 – Frankensteinova armáda (režie: Richard Raaphorst)
- 2012 – Red Tails (režie: Anthony Hemingway)
- 2010 – Unaveni sluncem 2: Odpor (režie: Nikita Michalkov)
- 2017 – Cesta za králem trollů (režie: Mikkel Brænne Sandemose)
- 2021 – Margrete - královna severu (režie: Charlotte Sieling)

### Výstavy
- 2023 – Barrandov Studio: 90 let od první klapky, Galerie umění Karlovy Vary[4]